# Jean Ier de Sancerre
Pour les articles homonymes, voir Jean Ier.

Jean Ier de Sancerre (vers 1235 - + 1280 ou dès le 22 mai 1284), comte de Sancerre, seigneur de Châtillon-sur-Loing, Meillant et de Charenton-du-Cher, Coësmes et Menetou-Salon (au nom de sa femme), fils du comte Louis Ier et de Blanche de Courtenay de Malicorne.

## Résumé de sa vie
Jean Ier devient comte de Sancerre en 1268. Il épouse en 1259 Marie de Vierzon (née en 1240), dame de Menetou-Salon, Nançay et Soesmes, fille de Guillaume II, seigneur de Vierzon, et de dame Blanche de Joigny dame de Cézy. Par son mariage avec Marie, il devient seigneur de Menetou.

## Détail de sa vie
La moitié de La Ferté-Loupière, engagée au comte de Joigny, par Étienne Ier, fit retour au comte Louis Ier (le père du comte Jean), qui en 1265, l'échangea contre celle de Charenton avec Guillaume de Courtenay-Champignelles. 
Jean de Sancerre fait ériger en 1266 le château-forteresse de la Vieille-Ferté. 
En juillet 1267, Jean assigna le douaire de sa femme Marie de Vierzon à son frère Raoul (Robert) de Sancerre, à savoir Menetou-Salon et Souesmes, et dédommagea Marie en lui attribuant Sagonne; cela avait pour but d'éviter un démembrement du comté
À la Pentecôte 1269, un arrêt du Parlement est rendu déboutant ainsi Thibaud II, roi de Navarre, comte de Champagne, de sa prétention d’attirer devant sa cour un procès au sujet de la terre de Ponnessant qui dépendait de l’abbaye Saint-Germain, et que revendiquait le comte de Sancerre. Lequel arrêt est motivé sur ce que le comte de Sancerre n’avait de droits que lorsqu’il était seigneur de La Ferté-Loupière, ce qui n’existait plus.
En novembre 1269, Jean, comte de Sancerre, rapporte comment Humbaud, autrefois abbé de l'abbaye Saint-Germain d'Auxerre, et ses moines, avaient remis en commun entre les mains d’Étienne, comte de Sancerre, frère de feu Guillaume, archevêque de Sens et légat, la potestas de Ponnessant, à certaines conditions; et spécialement de ne pouvoir l’aliéner ni la donner, sinon en aumône à l’abbaye Saint-Germain, et que celui qui serait seigneur de La Ferté-Loupière pourrait toujours obtenir cette cessation d’association.
La mise en commun ayant cessé, et l’abbaye devant rentrer en possession, parce que lui Jean n’était pas seigneur de La Ferté, son père ayant échangé la dite terre pour une autre. Jean répliquant le contraire: il y eut procès à la cour du roi, entre son frère et lui, d’une part, et l’abbé, de l’autre, lequel fut ainsi terminé par une transaction dont voici les termes: L’abbé abandonne à Jean et ses héritiers la dite communauté ou association, quoiqu’il ne soit pas seigneur de La Ferté, et les conditions de cette association seront maintenues; ledit Jean reconnaît, en conséquence, devoir à l’abbaye 20 livres par an, à prendre sur ses revenus de sa propre terre de Ponnessant.
Ayant hérité de Meillant à la mort de son père en 1267, Jean Ier confirma, le 8 novembre 1269, aux bourgeois de Meillant les privilèges donnés dans l'acte de 1211.
Jean de Sancerre (1268-1280) frappa plusieurs deniers de type chartrain ou des oboles avec un écu (PA 2082-2084). 
Jean décède en 1280 au plus tôt.

## Descendance
Jean et Marie de Vierzon eurent sept enfants :
- Etienne II + ~1306, comte de Sancerre ;
- Jean II + 1327, également comte de Sancerre à la mort de son aîné, seigneur du Pondy ;
- Thibaud de Sancerre, archidiacre de Bourges, évêque de Tournai (+ 1333) ;
- Louis de Sancerre, chevalier, seigneur de Sagonne à partir de 1321, de Charpignon/Charpigny (sans doute à Sury), Assigny et Villaubon (sans doute Villabon), époux d'Isabelle de Thouars : leur dernière enfant, Marie/Agnès de Sancerre, épouse vers 1320 avec postérité Godemar Ier, baron de Linières, qui était père par un autre mariage de Godemar (II) seigneur de Méréville, cité ci-après ;
- Blanche de Sancerre; m.1301 Pierre I de Brosse, seigneur de Boussac (+1305) : parmi les enfants de leur fils Louis Ier de Brosse de Boussac, figure Jeanne de Brosse, épouse de Godemar (II) de Linières-Méréville ci-dessus, aussi seigneur de Mennetou et de Nançay ;
- Isabeau de Sancerre (+ 1320) ;
- Agnès de Sancerre (+~ 1319).